# Idjessi Metsoko
Idjessi Yethro Metsoko (* 14. března 2002, Stains) je tožský fotbalový útočník a mládežnický reprezentant do 23 let narozený ve Francii, od července 2025 hráč slovenského klubu FC Spartak Trnava, kde je na hostování z českého týmu FC Viktoria Plzeň. V zahraničí působil na klubové úrovni v Česku a na Slovensku. Jeho vzorem je útočník Karim Benzema.

## Klubová kariéra
Svoji fotbalovou kariéru začal ve Francii v týmu z města Saint-Ouen. V mládeži přestoupil do jiného francouzského mužstva AJ Auxerre, jehož je odchovanec. V průběhu jarní části sezony 2020/2021 se propracoval do seniorské kategorie, avšak hrál pouze za rezervu.

### MFK Vyškov
V létě 2023 přestoupil do Česka a stal se posilou tehdy druholigového klubu MFK Vyškov. Ligový debut v dresu Vyškova absolvoval v úvodním kole hraném 22. července 2023 proti celku FK Příbram (výhra 2:1), odehrál 77 minut. Svoje první ligové góly v ročníku vstřelil v následujícím kole v souboji s Duklou Praha (výhra 4:2), trefil se ve 3. a 52. minutě. Potřetí v sezoně skóroval 5. srpna 2023 proti týmu FC Sellier & Bellot Vlašim, když v nastavení druhého poločasu srovnával na konečných 1:1. Svoji čtvrtou a pátou ligovou branku v ročníku vsítil v duelech s mužstvy FC Silon Táborsko (remíza 1:1) a AC Sparta Praha „B“ (výhra 3:1). Následně se střelecky prosadil dvakrát 16. září 2023 v devátém kole při domácím vítězství 4:3 nad klubem 1. SK Prostějov. Poosmé a podeváté v sezoně zaznamenal góly ve 13. a 14. kole v soubojích s celky FC Vysočina Jihlava (výhra 1:0) a SFC Opava (výhra 3:1). Za Vyškov nastřílel ve 20 soutěžních utkáních 11 branek a s devíti zásahy byl na třetím místě mezi kanonýry druhé ligy po podzimní části ročníku 2023/24. Moravané i díky němu vedli tabulku o čtyři body před pražskou Duklou.

### FC Viktoria Plzeň
Na konci února 2024 posílil český prvoligový tým FC Viktoria Plzeň, na západě Čech podepsal smlouvu do léta 2027. Dostal dres s číslem 93, společně s ním přišel z Vyškova i Cheick Souaré. Premiéru v lize v dresu Viktorie absolvoval v duelu s mužstvem FK Jablonec (výhra 2:1), nastoupil na 55 minut. Svoji první ligovou branku v sezoně za Plzeň vsítil ve 26. kole hraném 30. března 2024 při prohře 1:3 se Slovanem Liberec. Podruhé v ročníku v lize za Viktorii Plzeň skóroval v souboji s klubem 1. FC Slovácko (remíza 1:1), když ve 41. minutě otevřel střelecký účet zápasu. Na jaře 2024 postoupil s Viktorií až do finále MOL Cupu 2023/2024, kde Metsoko nehrál. Jeho spoluhráči podlehli Spartě Praha 1:2.

### ŠK Slovan Bratislava (hostování)
V průběhu sezony 2024/25 odešel na roční hostování s opcí na přestup na Slovensko do Slovanu Bratislava, který o něj měl zájem i v minulosti a rozšířil zde konkurenci v útoku. I ve Slovanu oblékal dres s číslem 93. Se Slovanem Bratislava postoupil na podzim 2024 přes tým FC Midtjylland z Dánska (remíza 1:1 venku a výhra 3:2 doma) do hlavní části Ligy mistrů UEFA 2024/2025, do které se bratislavské mužstvo dostalo poprvé ve své historii. V ligové fázi tehdy hrající se novým formátem se se spoluhráči střetli s kluby Manchester City FC (Anglie) - (prohra 0:4 doma), FC Bayern Mnichov (Německo) - (prohra 1:3 venku), Atlético Madrid (Španělsko) - (prohra 1:3 venku), AC Milán (Itálie) - (prohra 2:3 doma), GNK Dinamo Záhřeb (Chorvatsko) - (prohra 1:4 doma), Celtic FC (Skotsko) - (prohra 1:5 venku), VfB Stuttgart (Německo) - (prohra 1:3 doma) a Girona FC (Španělsko) - (prohra 0:2 venku) a v konečné tabulce složené ze všech týmů postoupivších do ligové fáze skončili na 35. místě a do vyřazovací fáze nepostoupili. Celkem v tomto ročníku pohárové Evropy odehrál Metsoko devět střetnutí a vstřelil v nich jeden gól, konkrétně proti Stuttgartu. Ligový debut za Slovan si odbyl v pátém kole proti Dukle Banská Bystrica (výhra 2:0), odehrál 67 minut a dával branku na 1:0. Na jaře 2025 vybojoval se Slovanem Bratislava po domácí výhře 4:3 nad celkem MŠK Žilina sedmý ligový titul v řadě. V květnu 2025 ve Slovanu po vypršení hostování a neuplatnění předkupního práva klubem skončil.

### FC Spartak Trnava (hostování)
V červnu 2025 zamířil opět na rok s opcí hostovat na Slovensko, tentokrát do Spartaku Trnava.

## Klubové statistiky
Aktuální k 7. červnu 2025
| Sezona    | Klub                         | Soutěž               | Zápasy | Góly |
| --------- | ---------------------------- | -------------------- | ------ | ---- |
| 2020/2021 | AJ Auxerre B                 | ChN. 2 – skupina B   | 0      | 0    |
| 2021/2022 | AJ Auxerre B                 | ChN. 2 – skupina B   | 16     | 3    |
| 2022/2023 | AJ Auxerre B                 | ChN. 2 – skupina B   | 15     | 0    |
| 2023/2024 | MFK Vyškov                   | Fortuna:Národní liga | 16     | 9    |
| 2023/2024 | FC Viktoria Plzeň            | Fortuna:Liga         | 7      | 2    |
| 2024/2025 | FC Viktoria Plzeň            | Chance Liga          | 1      | 0    |
| 2024/2025 | ŠK Slovan Bratislava (host.) | Niké liga            | 22     | 1    |
| 2025/2026 | FC Spartak Trnava (host.)    | Niké liga            |        |      |